# 寶來藤枝纜車
寶來藤枝纜車是臺灣一條計畫中將會連結高雄市六龜區寶來溫泉與桃源區二集團部落之間的纜車路線。最初計畫在2005年提出，隔年進入評估階段，計畫預估全長3.65公里，沿途設寶來（囉囉埔）、美崙山、二集團、藤枝等四站；後來，高雄縣政府因用地取得問題以及未來啟用後財政負擔，使計畫無疾而終。直到2009年發生八八風災，重創寶山、藤枝等部落，使高雄縣政府決定重啟計畫，經再次評估後修正，全長改成為6.4公里，沿途設站改成為寶來、美崙山、二集團等三站。

## 沿革

### 初步計畫
寶來溫泉至藤枝之間的纜車計畫最初於2005年時便已提出，當時這項計畫由高雄縣政府委託鼎漢工程顧問公司進行纜車規畫。
2006年10月2日，時任高雄縣長楊秋興、觀光局副局長以及桃源鄉鄉長等人前往桃源鄉藤枝地區視察寶來與藤枝之間纜車的計畫用地。後續高雄縣政府觀光局經評估地形走勢及地質條件後，擇定三段路線，第一段是從寶來至美崙山，總長3.65公里。第二段是從美崙山至二集團纜車，總長2.85公里。第三段是從二集團至藤枝，總長2.35公里。估計總投資金額為新臺幣21億元，其中纜車投資興建成本為20.86億元，平均每公里造價約3億元。並且，為減少對當地自然生態環境的破壞，預計將採用OT方式興建。 
2007年3月28日，高雄縣政府中「山神飛翔計畫－寶來藤枝自然生態文化園區」推動小組所舉行的第三次會議中，提到計畫要將寶山村二集團部落遷村，以利於纜車自部落中通過。
然而在2008年10月，高雄縣政府所提出的《寶來藤枝纜車建設計畫期末報告》中，承包的顧問公司指出，經評估後擔心遊客量不多，若興建纜車恐成為縣政府沉重的負擔，加上因纜車用地牽涉到當地原住民部落族人的私有地招致反彈。纜車計畫最終因縣政府無法向中央爭取到興建經費，因此無法動工，當時該項計畫也無疾而終。
2009年8月，莫拉克颱風侵襲臺灣，造成臺灣南部地區嚴重的八八風災。風災後，時任高雄縣長楊秋興前往六龜地區勘災時表示，由於串聯寶山村花果山、二集團、寶山、藤枝 等4部落，以及藤枝國家森林遊樂區的聯外道路藤枝林道皆由林務局屏東林區管理處進行管理與維護，然而林道每逢大雨便易發生坍方導致中斷。加上八八風災時，更使得林道嚴重毀壞，而藤枝部落也被中央政府判定為危險區。因此建議可興建寶來溫泉區與藤枝之間長約6.4公里的纜車，藤枝林道部分，則僅提供小客車行駛。如此不僅能節省每年龐大的林道維修費用，也可吸引國內外觀光客前往，帶動當地觀光發展。

### 重啟評估
面對八八風災重創寶山、藤枝等部落，經過時任高雄縣長楊秋興的建議下，高雄縣政府因此再次重啟評估。由乾瑞工程顧問公司承包，新纜車計畫以原在2006年提出的計畫為基礎進行修正，預計將從寶來站（囉囉埔）為起點，途經美崙山，終點站為二集團部落，總長6.4公里。其中二集團站至藤枝之間的2.5公里路程，則計畫以電動車接駁。纜車預計將設置有120部車廂、68座塔柱，總興建費用方面，則因為歐元與物價上漲等因素，由2年前評估的24億元，上漲至28億1,000萬元，平均每公里造價約耗資4.39億元。整體纜車興建工程包含前期規畫、招標作業和用地徵收，加上後續需耗費較多時間的環境影響與水土保持評估作業，預估需要耗費約5年的施工時間才能順利完工營運。
纜車預定路線寶來段中，部分纜車基樁預定地的地質為破碎的頁岩、板岩，因屬破碎地質受到質疑，但承包的顧問公司表示，破碎地質深度僅3至5米，再往下便是完整的岩層，未來纜車基樁將深入岩磐10公尺以上，屬技術可行的層次。
2013年10月，高雄市議員黃石龍表示，藤枝國家森林遊樂區因八八風災至今對外道路仍持續崩塌且不穩定，導致封園至今無法對外開放，因此建議高雄市政府進行六龜至藤枝之間的纜車計畫。高雄市政府觀光局表示，目前計畫中的覽分為海線與山線兩大部分，其中山線部分便為六龜至藤枝之間的纜車計畫，將會委託顧問公司進行可行性評估與自償率評估。
2014年7月，縣市合併後的高雄市政府觀光局委託專業顧問機構，研究提出了境內6條觀光纜車路線，其中四條具可行性的路線便有亞洲新灣區的旗津跨港纜車、桃源區的寶來藤枝纜車、田寮區的惡地景觀廊帶觀光纜車及茂林區的茂林觀光纜車等。寶來藤枝纜車部分，再次進行評估後，總長度不變，但預估投資金額則降至13.59億元。

## 方案
以下為2006年高雄縣政府所提出之興建路線方案。
| 項目     | 路線一        | 路線二          | 路線三        |
| -------- | ------------- | --------------- | ------------- |
| 路線起訖 | 寶來 - 美崙山 | 美崙山 - 二集團 | 二集團 - 藤枝 |
| 路線長度 | 3.65公里      | 2.85公里        | 2.35公里      |

## 路線
以下路線及車站以2009年莫拉克風災後所提出的計畫為主。
| 車站名稱（中文）                                                      | 車站名稱（英文）  | 交會路線 | 所在地 |
| --------------------------------------------------------------------- | ----------------- | -------- | ------ |
| 寶來藤枝纜車 因路線尚於規劃階段，除中文站名外，英文站名皆為暫定名稱。 |                   |          |        |
| 寶來站（囉囉埔）                                                      | Baolai (Luoloupu) |          | 六龜區 |
| 美崙山                                                                | Meilun Mountain   |          | 六龜區 |
| 二集團                                                                | Erjituan          |          | 桃源區 |

## 解
1. ↑  「當地原住民」指布農族、魯凱族、拉阿魯哇族[7][8]。

## 資料來源
1. 1 2 3 4 5 6  陳寧. . 苦勞網. 2010-01-30  [2016-04-22]. （原始内容存档于2019-07-10）.
2. 1 2 3 4 5 6 7 8  阮正霖. . 台灣客家電子報. 2006-10-03  [2016-04-22].[]
3. 1 2 3  洪定宏. . 自由時報. 2008-10-01  [2016-04-22]. （原始内容存档于2020-08-14）.
4. 1 2 3 4 5  王鵬捷. . 中央日報. 2010-01-25  [2016-04-22].[永久]
5. 1 2 3 4 5 6 7 8  蘇福男. . 自由時報. 2008-10-03  [2016-04-22]. （原始内容存档于2020-05-22）.
6. ↑  郭偉如. . 自立晚報. 2008-10-02  [2016-04-22]. （原始内容存档于2019-05-21）.
7. ↑  桃源鄉公所. . 台灣原住民電子報.   [2016-04-23]. （原始内容存档于2016-05-01）.
8. ↑  . 原住民族委員會原住民族文化發展中心.   [2016-04-23]. （原始内容存档于2017-10-21）.
9. ↑  柳琬玲. . 莫拉克88news.org. 2009-11-18  [2016-04-22]. （原始内容存档于2019-05-19）.
10. 1 2 3 4  陳守國. . 大紀元. 2010-01-25  [2016-04-22]. （原始内容存档于2020-05-22）.
11. 1 2  . Yahoo新聞. 2013-10-07  [2016-04-22]. （原始内容存档于2020-05-22）.
12. ↑  王淑芬. . 大紀元. 2014-07-10  [2016-04-22]. （原始内容存档于2016-04-22）.
13. ↑  顏瑞田. . 中時電子報. 2014-07-11  [2016-04-22]. （原始内容存档于2020-05-22）.